# Montclar (Hiszpania)
Montclar – gmina w Hiszpanii, w prowincji Barcelona, w Katalonii, o powierzchni 22,28 km². W 2011 roku gmina liczyła 115 mieszkańców.